# 藤枣属
藤枣属（学名：Eleutharrhena）是防已科下的一个属，为多年生木质藤本植物。该属仅有藤枣（Eleutharrhena macrocarpa）一种，分布于中国云南南部和东南部以及印度。
藤枣为中国I级重点保护野生植物，IUCN极危物种。